# Laringotracheite infettiva
La laringotracheite infettiva (acronimo ILT) è una malattia delle vie aeree superiori di alcune specie volatili di allevamento sostenuta da Herpesvirus.

## Epidemiologia e storia
Questa patologia è stata descritta per la prima volta nel 1927, in Italia è stata segnalata per la prima volta nel 1965, e successivamente nel 1980.
Sono maggiormente interessati il pollo e il fagiano, ma colpisce anche il tacchino, tutte le fasce di età possono essere colpite, ma la sintomatologia classica si manifesta in adulti e animali in accrescimento.

## Eziologia
L'agente eziologico è un virus della famiglia Herpesviridae, sottofamiglia Herpesvirinae, denominato Galli HV 1, a DNA con envelope, del quale esiste un unico sierotipo con ceppi a diversa virulenza, resistente alle basse temperature ma sensibile a disinfettanti e alte temperature.
La trasmissione è di tipo aerogeno: il virus espulso con le secrezioni sotto forma di aerosol nell'aria penetra le mucose della congiuntiva e della trachea.

## Patogenesi
L'Herpesvirus penetra nelle cellule delle mucose respiratorie e della congiuntiva tramite recettori specifici, replica il DNA nel nucleo, libera il capside nel citoplasma e il virione completo esce prendendo l'envelope dalla membrana cellulare.
Il virus si localizza esclusivamente a livello di mucose, non da viremia né trasmissione verticale tramite l'uovo, tuttavia come molti Herpesvirus può risalire le vie neuronali e localizzarsi in un ganglio trigeminale dove integra il proprio DNA a quello delle cellule, rimanendo latente, salvo poi riapparire in caso di situazioni stressanti, quali l'ovodeposizione. In questo caso l'animale portatore non manifesta più sintomatologia ma libera il virus infettante nell'ambiente.

### Complicanze
La laringotracheite può facilmente aprire la strada ad infezioni batteriche secondarie, anche da flora normalmente non patogena.

## Anatomia patologica
Rilievi di:
Macro:
- Congiuntivite
- Sinusite
- Laringite
- Tracheite
- Coaguli e pseudomembrane difterose nel lume della trachea
- Cloacite

Micro:
- Essudazione emorragica nella trachea.

## Clinica
A seconda del ceppo e della condizione immunitaria dell'allevamento, si distingue una forma grave (con morbilità alta fino al 95-100%) e una forma lieve (a morbilità molto bassa).

### Segni e sintomi
- Forma grave:
  - Dispnea grave, boccheggio, scuotimento della testa, collo esteso sul corpo
  - Tosse anche intensa
  - Espettorato con muco misto a sangue
  - Sindrome da soffocamento
- Forma lieve
  - Infiammazione delle prime vie aeree
  - Congiuntivite
  - Sinusite
  - Lacrimazione
  - Calo deposizione uova

### Esami di laboratorio e strumentali
- Istologia: rilevamento di corpi inclusi intranucleari nelle prime fasi della malattia;
- Isolamento su membrana corion-allantoidea di uova di pollo o colture cellulari di cellule renali o epatociti di pollo.
- Esami sierologici: individuazione anticorpi

### Diagnosi differenziale
Nella forma grave è patognomonico il rilievo di sangue nel muco espettorato.
La forma lieve, invece, è clinicamente indistinguibile da altre forme respiratorie: Malattia di Newcastle, Influenza aviaria,ecc.

### Diagnosi precoce
- Immunofluorescenza
- Immunoperossidasi
- ELISA
- Microscopia elettronica
- Sonde molecolari
- Reazione a catena della polimerasi

## Trattamento
Inesistente o economicamente non sostenibile.

### Prognosi
Nella forma grave la mortalità si attesta generalmente sul 10-20% ma può arrivare a punte del 70%.
La forma lieve decorre con mortalità del 1-2%.

### Postumi e Follow up
L'animale colpito che supera la malattia diventa portatore asintomatico per il predetto meccanismo di integrazione del genoma virale con quello animale.

## Prevenzione
La forma migliore di combattere la malattia
- Profilassi diretta
  - Tutto pieno/tutto vuoto (all-in, all-out)
  - Pulizia e disinfezione delle attrezzature e delle sale
  - Igiene e addestramento del personale
- Profilassi indiretta

È disponibile un vaccino vivo attenuato che però sembra presentare il pericolo di rivirulentazione, somministrabile individualmente o di gruppo. Per i broiler è indicata la somministrazione a 3-4 settimane di vita, mentre per le galline ovaiole a 4-6 settimane.